# I stramme Tøjler
I stramme Tøjler er en amerikansk stumfilm fra 1921 af E. Mason Hopper.

## Medvirkende
- Tom Moore som Daniel Canavan
- Sylvia Ashton som Hoonora Canavan
- Naomi Childers som Beatrice Newness
- Bertram Grassby som Rodman Cadbury
- Mortimer E. Stinson som Jim James
- Sidney Ainsworth som Horace Slayton